# Campionato mondiale di hockey su ghiaccio maschile 2019
Il campionato mondiale di hockey su ghiaccio maschile 2019, ottantatreesima edizione della manifestazione, si è disputato nelle città di Bratislava e Košice, in Slovacchia, nel periodo tra il 10 e il 26 maggio 2019. È la seconda volta che il paese organizza il mondiale dalla dissoluzione della Cecoslovacchia, dove il mondiale era stato organizzato altre 8 volte.
Il torneo è stato vinto dalla Finlandia, la quale ha conquistato il suo terzo titolo sconfiggendo in finale il Canada per 3-1. La Russia ha ottenuto la medaglia di bronzo sconfiggendo la Rep. Ceca per 3-2.
Questa è la prima edizione dal 2006 in cui entrambe le nazionali neopromosse, Italia e Regno Unito, si sono salvate e parteciperanno, quindi, anche alla prossima edizione.

## Stadi
| Bratislava          | Košice Bratislava | Košice          |
| ------------------- | ----------------- | --------------- |
| Ondrej Nepela Arena | Košice Bratislava | Steel Aréna     |
|                     | Košice Bratislava |                 |
| Capacità: 10.055    | Košice Bratislava | Capacità: 8.347 |
|                     | Košice Bratislava |                 |

## Squadre partecipanti
Qualificata come paese ospitante
- Slovacchia

Automaticamente qualificate dall’edizione del 2018
- Austria
- Canada
- Rep. Ceca
- Danimarca
- Finlandia
- Francia
- Germania
- Lettonia
- Norvegia
- Russia
- Svezia
- Svizzera
- Stati Uniti

Qualificate dopo aver ottenuto la promozione dalla Divisione I dell’edizione 2018
- Regno Unito
- Italia

## Raggruppamenti
I raggruppamenti del turno preliminare si basavano sulla classifica mondiale IIHF 2018, conclusasi al termine del Campionato mondiale di hockey su ghiaccio maschile 2018.
Il 22 maggio 2018, l'IIHF e il comitato organizzatore locale hanno annunciato i gruppi, in cui la Slovacchia e la Norvegia hanno cambiato posto in modo che la Slovacchia giocasse a Košice e la Rep. Ceca e l'Austria avrebbero giocato a Bratislava.
Gruppo A
- Canada (1)
- Stati Uniti (4)
- Finlandia (5)
- Germania (8)
- Slovacchia (10)
- Danimarca (12)
- Francia (13)
- Regno Unito (22)

Gruppo B
- Svezia (2)
- Russia (3)
- Rep. Ceca (6)
- Svizzera (7)
- Norvegia (9)
- Lettonia (11)
- Austria (17)
- Italia (19)

## Arbitri
Sono stati annunciati 16 arbitri e 16 giudici di linea il 1 marzo 2019.
| Arbitri | Giudici di linea |
| --- | --- |
| - Manuel Nikolic - Maxim Sidorenko - Oliver Gouin - Brett Iverson - Jan Hribik - Martin Fraňo - Mikko Kaukokari - Aleksi Rantala - Gordon Schukies - Roman Gofman - Yevgeni Romasko - Peter Stano - Linus Öhlund - Tobias Bjork - Stephen Reneau - Jeremy Tufts | - Dmitri Golyak - Dustin McCrank - Nathan Vanoosten - Jiří Ondráček - Miroslav Lhotský - Rene Jensen - Hannu Sormunen - Lauri Nikulainen - Andrew Dalton - Joep Leermakers - Dmitri Shishlo - Gleb Lazarev - Roman Kaderli - Andreas Malmqvist - William Hancock - Brian Oliver |

## Gironi preliminari

### Gruppo A
| Pos | Squadra        | G | V | VS | PS | P | GF | GS | DG  | Pt | Qualificazione o retrocessione |
| --- | -------------- | - | - | -- | -- | - | -- | -- | --- | -- | ------------------------------ |
| 1   | Canada         | 7 | 6 | 0  | 0  | 1 | 36 | 11 | +25 | 18 | Quarti di finale               |
| 2   | Finlandia      | 7 | 5 | 0  | 1  | 1 | 22 | 11 | +11 | 16 | Quarti di finale               |
| 3   | Germania       | 7 | 5 | 0  | 0  | 2 | 18 | 18 | 0   | 15 | Quarti di finale               |
| 4   | Stati Uniti    | 7 | 4 | 1  | 0  | 2 | 27 | 15 | +12 | 14 | Quarti di finale               |
| 5   | Slovacchia (H) | 7 | 3 | 1  | 0  | 3 | 28 | 19 | +9  | 11 |                                |
| 6   | Danimarca      | 7 | 1 | 1  | 1  | 4 | 18 | 23 | −5  | 6  |                                |
| 7   | Regno Unito    | 7 | 0 | 1  | 0  | 6 | 9  | 41 | −32 | 2  |                                |
| 8   | Francia (R)    | 7 | 0 | 0  | 2  | 5 | 14 | 34 | −20 | 2  | Retrocessa in Divisione I 2020 |

| 10 maggio 2019 |  |     |  |             |  |
| Finlandia      |  | 3–1 |  | Canada      |  |
| Stati Uniti    |  | 1–4 |  | Slovacchia  |  |
| 11 maggio 2019 |  |     |  |             |  |
| Danimarca      |  | 5–4 |  | Francia     |  |
| Germania       |  | 3–1 |  | Regno Unito |  |
| Slovacchia     |  | 2–4 |  | Finlandia   |  |
| 12 maggio 2019 |  |     |  |             |  |
| Stati Uniti    |  | 7–1 |  | Francia     |  |
| Danimarca      |  | 1–2 |  | Germania    |  |
| Regno Unito    |  | 0–8 |  | Canada      |  |
| 13 maggio 2019 |  |     |  |             |  |
| Stati Uniti    |  | 3–2 |  | Finlandia   |  |
| Slovacchia     |  | 5–6 |  | Canada      |  |
| 14 maggio 2019 |  |     |  |             |  |
| Regno Unito    |  | 0–9 |  | Danimarca   |  |
| Germania       |  | 4–1 |  | Francia     |  |
| 15 maggio 2019 |  |     |  |             |  |
| Stati Uniti    |  | 6–3 |  | Regno Unito |  |
| Germania       |  | 3–2 |  | Slovacchia  |  |
| 16 maggio 2019 |  |     |  |             |  |
| Canada         |  | 5–2 |  | Francia     |  |
| Finlandia      |  | 3–1 |  | Danimarca   |  |
| 17 maggio 2019 |  |     |  |             |  |
| Francia        |  | 3–6 |  | Slovacchia  |  |
| Finlandia      |  | 5–0 |  | Regno Unito |  |
| 18 maggio 2019 |  |     |  |             |  |
| Danimarca      |  | 1–7 |  | Stati Uniti |  |
| Canada         |  | 8–1 |  | Germania    |  |
| Regno Unito    |  | 1–7 |  | Slovacchia  |  |
| 19 maggio 2019 |  |     |  |             |  |
| Germania       |  | 1–3 |  | Stati Uniti |  |
| Francia        |  | 0–3 |  | Finlandia   |  |
| 20 maggio 2019 |  |     |  |             |  |
| Francia        |  | 3–4 |  | Regno Unito |  |
| Canada         |  | 5–0 |  | Danimarca   |  |
| 21 maggio 2019 |  |     |  |             |  |
| Finlandia      |  | 2–4 |  | Germania    |  |
| Slovacchia     |  | 2–1 |  | Danimarca   |  |
| Canada         |  | 3–0 |  | Stati Uniti |  |

### Gruppo B
| Pos | Squadra     | G | V | VS | PS | P | GF | GS | DG  | Pt | Qualificazione o retrocessione |
| --- | ----------- | - | - | -- | -- | - | -- | -- | --- | -- | ------------------------------ |
| 1   | Russia      | 7 | 7 | 0  | 0  | 0 | 36 | 7  | +29 | 21 | Quarti di finale               |
| 2   | Rep. Ceca   | 7 | 6 | 0  | 0  | 1 | 39 | 14 | +25 | 18 | Quarti di finale               |
| 3   | Svezia      | 7 | 5 | 0  | 0  | 2 | 41 | 21 | +20 | 15 | Quarti di finale               |
| 4   | Svizzera    | 7 | 4 | 0  | 0  | 3 | 27 | 14 | +13 | 12 | Quarti di finale               |
| 5   | Lettonia    | 7 | 3 | 0  | 0  | 4 | 21 | 20 | +1  | 9  |                                |
| 6   | Norvegia    | 7 | 2 | 0  | 0  | 5 | 19 | 33 | −14 | 6  |                                |
| 7   | Italia      | 7 | 0 | 1  | 0  | 6 | 5  | 48 | −43 | 2  |                                |
| 8   | Austria (R) | 7 | 0 | 0  | 1  | 6 | 9  | 40 | −31 | 1  | Retrocessa in Divisione I 2020 |

| 10 May 2019 |  |      |  |           |  |
| Russia      |  | 5–2  |  | Norvegia  |  |
| Rep. Ceca   |  | 5–2  |  | Svezia    |  |
| 11 May 2019 |  |      |  |           |  |
| Svizzera    |  | 9–0  |  | Italia    |  |
| Lettonia    |  | 5–2  |  | Austria   |  |
| Norvegia    |  | 2–7  |  | Rep. Ceca |  |
| 12 May 2019 |  |      |  |           |  |
| Russia      |  | 5–0  |  | Austria   |  |
| Italia      |  | 0–8  |  | Svezia    |  |
| Lettonia    |  | 1–3  |  | Svizzera  |  |
| 13 May 2019 |  |      |  |           |  |
| Russia      |  | 3–0  |  | Rep. Ceca |  |
| Norvegia    |  | 1–9  |  | Svezia    |  |
| 14 May 2019 |  |      |  |           |  |
| Italia      |  | 0–3  |  | Lettonia  |  |
| Svizzera    |  | 4–0  |  | Austria   |  |
| 15 May 2019 |  |      |  |           |  |
| Svizzera    |  | 4–1  |  | Norvegia  |  |
| Russia      |  | 10–0 |  | Italia    |  |
| 16 May 2019 |  |      |  |           |  |
| Svezia      |  | 9–1  |  | Austria   |  |
| Rep. Ceca   |  | 6–3  |  | Lettonia  |  |
| 17 May 2019 |  |      |  |           |  |
| Austria     |  | 3–5  |  | Norvegia  |  |
| Rep. Ceca   |  | 8–0  |  | Italia    |  |
| 18 May 2019 |  |      |  |           |  |
| Lettonia    |  | 1–3  |  | Russia    |  |
| Italia      |  | 1–7  |  | Norvegia  |  |
| Svezia      |  | 4–3  |  | Svizzera  |  |
| 19 May 2019 |  |      |  |           |  |
| Austria     |  | 0–8  |  | Rep. Ceca |  |
| Svizzera    |  | 0–3  |  | Russia    |  |
| 20 May 2019 |  |      |  |           |  |
| Svezia      |  | 5–4  |  | Lettonia  |  |
| Austria     |  | 3–4  |  | Italia    |  |
| 21 May 2019 |  |      |  |           |  |
| Rep. Ceca   |  | 5–4  |  | Svizzera  |  |
| Norvegia    |  | 1–4  |  | Lettonia  |  |
| Svezia      |  | 4–7  |  | Russia    |  |

## Fase ad eliminazione diretta
|  | Quarti di finale | Quarti di finale | Quarti di finale |           |           | Semifinali | Semifinali | Semifinali |             |                 | Finale          | Finale          | Finale |  |
|  |                  |                  |                  |           |           |            |            |            |             |                 |                 |                 |        |  |
|  | B1               | Russia           | 4                |           |           |            |            |            |             |                 |                 |                 |        |  |
|  | B1               | Russia           | 4                |           |           |            |            |            |             |                 |                 |                 |        |  |
|  | A4               | Stati Uniti      | 3                |           |           |            |            |            |             |                 |                 |                 |        |  |
|  | A4               | Stati Uniti      | 3                |           | Russia    | Russia     | 0          |            |             |                 |                 |                 |        |  |
|  |                  |                  |                  |           | Russia    | Russia     | 0          |            |             |                 |                 |                 |        |  |
|  |                  |                  | Finlandia        | Finlandia | 1         |            |            |            |             |                 |                 |                 |        |  |
|  | A2               | Finlandia (dts)  | Finlandia        | Finlandia | 1         | 5          |            |            |             |                 |                 |                 |        |  |
|  | A2               | Finlandia (dts)  |                  |           |           |            |            |            |             |                 |                 |                 |        |  |
|  | B3               | Svezia           | 4                |           |           |            |            |            |             |                 |                 |                 |        |  |
|  | B3               | Svezia           | 4                |           | Finlandia | Finlandia  | 3          |            |             |                 |                 |                 |        |  |
|  |                  |                  |                  |           |           |            |            |            |             |                 |                 |                 |        |  |
|  |                  |                  | Canada           | Canada    | 1         |            |            |            |             |                 |                 |                 |        |  |
|  | A1               | Canada (dts)     | Canada           | Canada    | 1         | 3          |            |            |             |                 |                 |                 |        |  |
|  | A1               | Canada (dts)     |                  |           |           | 3          |            |            |             |                 |                 |                 |        |  |
|  | B4               | Svizzera         | 2                |           |           |            |            |            |             |                 |                 |                 |        |  |
|  | B4               | Svizzera         | 2                |           | Canada    | Canada     | 5          |            |             | Finale 3º posto | Finale 3º posto | Finale 3º posto |        |  |
|  |                  |                  |                  |           | Canada    | Canada     | 5          |            |             |                 |                 |                 |        |  |
|  |                  |                  | Rep. Ceca        | Rep. Ceca | 1         |            |            |            |             |                 |                 |                 |        |  |
|  | B2               | Rep. Ceca        | Rep. Ceca        | Rep. Ceca | 1         | 5          |            |            | Russia (SO) | Russia (SO)     | 3               |                 |        |  |
|  | B2               | Rep. Ceca        |                  |           |           |            |            |            | Russia (SO) | Russia (SO)     | 3               |                 |        |  |
|  | A3               | Germania         | 1                |           |           | Rep. Ceca  | Rep. Ceca  | 2          |             |                 |                 |                 |        |  |

### Finale
| Arbitri: | Tobias Björk Jeremy Tufts |

|                     |           |                                                |
| Shea Theodore 10:02 | Marcatori | 22:35, 42:35 Marko Anttila 55:54 Harri Pesonen |

## Riconoscimenti

### Classifica marcatori
| Player           | GP | G | A  | Pts | +/− | PIM | POS |
| ---------------- | -- | - | -- | --- | --- | --- | --- |
| William Nylander | 8  | 5 | 13 | 18  | +16 | 0   | F   |
| Nikita Kucherov  | 10 | 6 | 10 | 16  | +11 | 4   | F   |
| Nikita Gusev     | 10 | 4 | 12 | 16  | +12 | 0   | F   |
| Jakub Voráček    | 10 | 4 | 12 | 16  | +10 | 2   | F   |
| Mark Stone       | 10 | 8 | 6  | 14  | +10 | 0   | F   |
| Anthony Mantha   | 9  | 7 | 7  | 14  | +9  | 16  | F   |
| Michael Frolík   | 10 | 7 | 7  | 14  | +8  | 2   | F   |
| Dominik Kubalík  | 10 | 6 | 6  | 12  | +10 | 0   | F   |
| Dominik Simon    | 10 | 4 | 8  | 12  | +10 | 2   | F   |
| Patrick Kane     | 8  | 2 | 10 | 12  | 0   | 4   | F   |

GP = partite giocate; G = goal; A = assist; Pts = punti; +/− = differenza; PIM = penalità in minuti; POS = posizione

Fonte: IIHF.com

### Classifica portieri
| Player               | TOI    | GA | GAA  | SA  | Sv%   | SO |
| -------------------- | ------ | -- | ---- | --- | ----- | -- |
| Andrei Vasilevskiy   | 488:02 | 13 | 1.60 | 240 | 94.58 | 2  |
| Kevin Lankinen       | 480:41 | 12 | 1.50 | 207 | 94.20 | 2  |
| Mathias Niederberger | 237:14 | 7  | 1.77 | 120 | 94.17 | 0  |
| Leonardo Genoni      | 241:30 | 8  | 1.99 | 129 | 93.80 | 0  |
| Sebastian Dahm       | 307:18 | 10 | 1.95 | 138 | 92.75 | 1  |

TOI = tempo sul ghiaccio (minuti:secondi); SA = tiri subiti; GA = goal subiti; GAA = media goal subiti; Sv% = percentuale parate; SO = Shutout

Fonte: IIHF.com

### Premi
- Migliori giocatori decisi dalla federazione:
  - Miglior portiere:  Andrei Vasilevskiy
  - Miglior Difensore:  Filip Hronek
  - Miglior Attaccante:  Nikita Kucherov

Fonte: IIHF.com
- Media All-Stars:
  - MVP:  Mark Stone
  - Portiere:  Andrei Vasilevskiy
  - Difensore:  Filip Hronek /  Mikko Lehtonen
  - Attaccante:  Mark Stone /  William Nylander /  Jakub Voráček

Fonte: IIHF.com

## Classifica finale
| Pos | Squadra     |
| --- | ----------- |
| 1   | Finlandia   |
| 2   | Canada      |
| 3   | Russia      |
| 4   | Rep. Ceca   |
| 5   | Svezia      |
| 6   | Germania    |
| 7   | Stati Uniti |
| 8   | Svizzera    |
| 9   | Slovacchia  |
| 10  | Lettonia    |
| 11  | Danimarca   |
| 12  | Norvegia    |
| 13  | Regno Unito |
| 14  | Italia      |
| 15  | Francia     |
| 16  | Austria     |

| Campioni del mondo di hockey su ghiaccio 2019 |
| Finlandia 3º titolo                           |

Il piazzamento finale è stabilito dai seguenti criteri:
- Posizioni dal 1º al 4º posto: i risultati della finale e della finale per il 3º posto
- Posizioni dal 5º all'8º posto (squadre perdenti ai quarti di finale): il piazzamento nei gironi preliminari; in caso di ulteriore parità, la differenza reti nei gironi preliminari.
- Posizioni dal 9º al 14º posto (squadre non qualificate per la fase ad eliminazione diretta): il piazzamento nei gironi preliminari; in caso di ulteriore parità, la differenza reti nei gironi preliminari.
- Posizioni dal 15º al 16º posto: ultime due classificate nei gironi preliminari.

| Promosse nel Gruppo A:         | Bielorussia | Kazakistan |
| Retrocesse in Prima Divisione: | Francia     | Austria    |